# Orobanche tetuanensis
Orobanche tetuanensis là loài thực vật có hoa thuộc họ Cỏ chổi. Loài này được Ball mô tả khoa học đầu tiên năm 1878.